# Кол Вали
Кол Вали (на английски: Cole Valley) е малък квартал на град Сан Франциско в щата Калифорния. Границите му са ул. „Стениън“ (Stanyan Street) и Сутроската гора (Sutro Forest) на запад, Танк Хил (Tank Hill в превод „Резервоарен хълм“) на юг, ул. „Клейтън“ (Clayton Street) на изток и ул. „Уолър“ (Waller Street) на север.
Намира се в близост до квартала „Хейт-Ашбъри“ и понякога се счита за част от този квартал.
Кол Вали се е разрастнал от спирката на трамвая на МЮНИ на входа на тунелът „Сънсет“ на пресечките на улиците „Карл“ (Carl Street) и „Кол“ (Cole Street). Тази пресечка е центърът на кварталът и търговската му част.